# Wahlbezirk Österreich ob der Enns 12
Der Wahlbezirk Österreich ob der Enns 12 war ein Wahlkreis für die Wahlen zum Abgeordnetenhaus im österreichischen Kronland Österreich ob der Enns (Oberösterreich). Der Wahlbezirk wurde 1907 mit der Einführung der Reichsratswahlordnung geschaffen und bestand bis zum Zusammenbruch der Habsburgermonarchie.

## Geschichte
Nachdem der Reichsrat im Herbst 1906 das allgemeine, gleiche, geheime und direkte Männerwahlrecht beschlossen hatte, wurde mit 26. Jänner 1907 die große Wahlrechtsreform durch Sanktionierung von Kaiser Franz Joseph I. gültig. Mit der neuen Reichsratswahlordnung schuf man insgesamt 516 Wahlbezirke, wobei mit Ausnahme Galiziens in jedem Wahlbezirk ein Abgeordneter im Zuge der Reichsratswahl gewählt wurde. Der Abgeordnete musste sich dabei im ersten Wahlgang oder in einer Stichwahl mit absoluter Mehrheit durchsetzen. Der Wahlbezirk Österreich ob der Enns 12 umfasste die Gerichtsbezirke Waizenkirchen, Eferding und Neufelden, wobei die Stadt Eferding (Wahlbezirk 5) vom Wahlbezirk ausgenommen war.
Aus der Reichsratswahl 1907 ging Karl Schachinger (Christlichsoziale Partei) als Sieger hervor. Er konnte sein Mandat bei der Reichsratswahl 1911 erfolgreich verteidigen.

## Wahlergebnisse

### Reichsratswahl 1907
Die Reichsratswahl 1907 wurde am 14. Mai 1907 (erster Wahlgang) durchgeführt. Eine Stichwahl entfiel auf Grund der absoluten Mehrheit für Schachinger im ersten Wahlgang.
| Kandidat                                                                     | Partei                             | Wahlkreis- stimmen | Stimmen- anteil |
| ---------------------------------------------------------------------------- | ---------------------------------- | ------------------ | --------------- |
| Karl Schachinger                                                             | Katholisch-Konservative Partei     | 6299               | 71,6 %          |
| Botho Coreth                                                                 | „Selbständiger Konservativer“      | 2397               | 27,3 %          |
| Anton Weiguny                                                                | Sozialdemokratische Arbeiterpartei | 36                 | 0,4 %           |
|                                                                              | Sonstige                           | 62                 | 0,7 %           |
| Wahlberechtigte: 9377, Ungültige/Leere Stimmen: 124, Wahlbeteiligung: 95,1 % |                                    |                    |                 |

### Reichsratswahl 1911
Die Reichsratswahl 1911 wurde am 13. Juni 1911 (erster Wahlgang) durchgeführt. Die Stichwahl entfiel auf Grund des absoluten Mehrheit von Schachinger im ersten Wahlgang.
| Kandidat                                                                     | Partei                             | Wahlkreis- stimmen | Stimmen- anteil |
| ---------------------------------------------------------------------------- | ---------------------------------- | ------------------ | --------------- |
| Karl Schachinger                                                             | Christlichsoziale Partei           | 6444               | 78,7 %          |
| Dehn                                                                         | Oberösterreichischer Bauernverein  | 587                | 7,2 %           |
| Josef Gruber                                                                 | Sozialdemokratische Arbeiterpartei | 377                | 4,6 %           |
| Botho Coreth                                                                 | Christlichsozialer Politiker       | 335                | 4,1 %           |
|                                                                              | Sonstige                           | 447                | 5,5 %           |
| Wahlberechtigte: 9235, Ungültige/Leere Stimmen: 452, Wahlbeteiligung: 93,6 % |                                    |                    |                 |